# Propagandamodell
Das Propagandamodell von Edward S. Herman und Noam Chomsky stellt dar, wie in den Massenmedien nach Auffassung der Autoren die objektive Berichterstattung durch eine in der Regel ungesteuerte und unbewusste „Filterung“ von Informationen verhindert wird.
Das medienwissenschaftliche Modell ist Teil eines gesellschaftskritischen Konzeptes der Politischen Soziologie, nach dem die öffentliche Meinung in formal demokratischen Gesellschaften manipuliert wird, um einen gesellschaftlichen Schein-Konsens bezüglich ökonomischer, sozialer und politischer Entscheidungen zu erzielen, von dem letztlich nur eine kleine Minderheit der Gesellschaft profitiere, die wirtschaftliche und politische Machtelite. Dieses Konzept steht in der Tradition des Sozialismus und der Kritischen Theorie.

## Ursprung des Modells
Das Propagandamodell wurde erstmals 1988 in Hermans und Chomskys Buch Manufacturing Consent: The Political Economy of the Mass Media dargestellt und bezog sich primär auf US-amerikanische Massenmedien.
Der Titel des Buches wie ein Teil der kritisierten Konzepte gehen auf Walter Lippmanns Werk Die öffentliche Meinung zurück. Lippmann hatte hier den Ausdruck manufacturing consent benutzt und das Agenda Setting wie die „Gatekeeper“-Funktion und das Bias-Problem der Medien erstmals im Sinne der Nachrichtenforschung beschrieben. Lippmann begründete auch die Nachrichtenwert-Theorie. In seinem Werk A Test of the News hatte Lippmann selbst die Berichterstattung der New York Times kritisch analysiert und in Liberty and the News die zentrale Bedeutung der Medien für die Demokratie herausgearbeitet.
Es besteht eine Ähnlichkeit des Propagandamodells mit Upton Sinclairs Journalismus-Studie The Brass Check (1919).
In der Kritik der Machtelite steht Chomsky in der Tradition von C. Wright Mills, der wiederum durch Franz Leopold Neumanns Elitentheorie in Behemoth angeregt worden war.

## Voraussetzungen des Modells
Das Propagandamodell geht davon aus, dass bereits die Struktur der heutigen Massenmedien in kapitalistischen Gesellschaften eine objektive Berichterstattung von vornherein verhindere, insofern private Medien, die in Konkurrenz zueinander  stehen und auf Werbeeinnahmen oder staatliche Teilfinanzierung angewiesen sind, in einem Interessenkonflikt stehen. Das primäre Interesse privater Massenmedien könne nicht darin bestehen, die Bevölkerung möglichst umfassend und objektiv zu informieren. Stattdessen seien Medien als Unternehmen anzusehen, die ihren Lesern oder Zuschauern Nachrichten als Ware verkaufen müssen. Weiterhin würden auch die Leser oder Zuschauer selbst an die Werbekunden der Zeitung „verkauft“, da sich die Einnahmen für Werbung nach der Zahl der Rezipienten bemessen.

## These
Die Theorie stellt die These auf, dass große Medienkonzerne ein nicht-verschwörerisch agierendes Propagandasystem bilden könnten, das fähig sei, ohne zentrale Steuerung einen Konsens im Interesse einer von den Autoren beschriebenen gesellschaftlichen Oberschicht herzustellen und die öffentliche Meinung über agenda setting und framing entsprechend den Perspektiven dieser Oberschicht zu formen, während gleichzeitig der Anschein eines demokratischen Prozesses der Meinungsbildung und der Konsensfindung gewahrt bleibe.

## Methode
Das Propagandamodell versucht, eine von den Autoren angenommene tendenziöse Berichterstattung in den Massenmedien als Produkt ökonomischer Sachzwänge und Einflussnahmen zu erklären und anhand von Fallbeispielen plausibel zu machen.

## Die „Filter“
Gemäß dem Propagandamodell gibt es fünf Filter, die unerwünschte Nachrichten von der Bevölkerung fernhalten. Als Indiz ziehen die Autoren Lippmanns Hauptwerk Öffentlichkeit heran, in dem der Autor, gemäß Chomsky, sich nicht scheute, Propaganda als unentbehrlich für die Demokratie darzustellen. Nach Chomsky sei das Denken auch liberal-demokratischer Intellektueller noch heute durch diese Doktrin Lippmanns gekennzeichnet.
Inhalte würden demnach vor allem nach politischen und wirtschaftlichen Gesichtspunkten ausgewählt (Agenda Setting) und eingeordnet (Framing): Kritische Perspektiven und Fragen würden aussortiert (Gate Keeping), spektakuläre, aber banale Informationen in den Mittelpunkt gerückt (Ablenkung).
Die Wirkungsmechanismen der Selektion sehen Chomsky und Herman in fünf Einflussgrößen, die sie als „Filter“ beschreiben, die bestimmte Nachrichten oder Einzelaspekte aus den Massenmedien fernhalten. Die Medien werden nach ihrer Auffassung funktionalisiert, so dass Wertvorstellungen und Interessen einflussreicher Gruppen berücksichtigt werden. Die so bearbeiteten Nachrichten erfüllen damit nach Herman und Chomsky die Kriterien der Propaganda. Das Filtermodell stellt folglich ein Propagandamodell der Massenmedien dar.
Chomsky und Herman legen viel Wert darauf, dass die Filterung nicht das Ergebnis einer Verschwörung ist, sondern das Produkt ökonomischer, politischer und militärischer Zwänge. Während es in autoritär regierten, undemokratischen Ländern eine sehr offensichtliche Funktionalisierung der Medien gebe, sei diese Funktionalisierung in westlichen Ländern subtiler, meist ohne äußeren Zwang, und daher weitaus schwieriger zu erkennen.
Obwohl Chomsky und Herman hauptsächlich amerikanische Medien untersucht haben, gehen sie davon aus, dass die „Filter“ bei jedem Massenmedium wirken, das im kapitalistischen Umfeld entwickelter Demokratien existiert, auch wenn sich ihre Untersuchungen hauptsächlich auf den US-amerikanischen Medienmarkt beziehen.

### Die Eigentumsverhältnisse
In der Geschichte der Massenmedien in den vergangenen 200 Jahren zeigen Chomsky und Herman verschiedene Entwicklungsstränge auf.
Zum einen habe sich im Lauf der Zeit eine hohe Markteinstiegsbarriere entwickelt. Konnte man in Zeiten der ersten Londoner Wochenzeitungen, den 1830er Jahren, noch für einen dreistelligen Betrag eine Zeitung auf den Markt bringen, die dann zumindest auch eine hohe vierstellige Zahl an Exemplaren hatte (und damit ein großes Medium war), so kostete eine Herausgabe einer Londoner Tageszeitung im Jahr 1867 schon 50.000 Pfund. Die Entwicklung der steigenden geforderten Investitionen setzte sich fort: In den 1920er Jahren waren für die Etablierung eines regionalen Blattes umfangreiche finanzielle Mittel erforderlich.
Die Autoren gaben in ihrem Werk die Kosten für die Etablierung einer ernstzunehmenden Wochen- oder Tageszeitung im zweistelligen Millionenbereich an. Zur Etablierung eines neuen Fernseh- oder Radiosenders waren noch umfangreichere Mittel nötig. So sorge diese Einstiegshürde dafür, dass de facto nur eine privilegierte Schicht einen gesicherten Zugang zum Medien- und damit auch zum Nachrichtenmarkt hat. Es scheine hingegen für die Oberschicht oder Großindustrielle nicht sonderlich schwierig zu sein, Zugang zum Massenmedienmarkt zu erhalten: Im Jahr 1986 kaufte General Electric, ein US-amerikanischer Misch-Konzern mit gemäß den Autoren „Verstrickungen im Waffen-, Energie- und Finanzbereich“ und 2005 nach Einnahmen das viertgrößte Unternehmen der Welt, den Fernsehsender NBC und hätte sich damit seinen Einstieg in die Massenmedien „erkauft“.
Der zweite wirksame Aspekt von Filtern liege in der Medienkonzentration auf einigen wenigen Protagonisten. Obwohl es in den USA, so konstatieren Chomsky und Herman, im Jahr 1986 über 25.000 Medieneinheiten (wie Zeitungen, Magazine, Radio- und Fernsehsender) gab, gehörten die meisten schon zu übergeordneten nationalen Mediengroßkonzernen oder waren zumindest in allen Bereichen außer den Lokalnachrichten abhängig von ihnen. Mittlerweile sei die Medienkonzentration in den USA so weit fortgeschritten, dass man nur noch zwischen wenigen Großkonzernen (wie Disney, Time Warner, Viacom oder eben General Electric-NBC) unterscheiden könne. Durch Fusionen und Übernahmen seien auf diese Weise große Oligopole entstanden. Das Unternehmen Clear Channel Communications, laut Institut für Medien- und Kommunikationspolitik nur Nr. 25 in der Liste der vom Umsatz her größten Medienunternehmen, besaß 1200 Radio- und 30 Fernsehstationen. So konnte die Bush-freundliche Leitung des Unternehmens im Jahr 2005 mit einem Abspielverbot dafür sorgen, dass die Country-Band Dixie Chicks, die sich wiederholt Bush-kritisch geäußert hatte, einen enormen Popularitätseinbruch erleiden musste.
Eine Konzentration auf einige wenige Großunternehmen heiße aber gleichsam nicht, dass das Angebot quantitativ abnehme. Im Gegenteil, so die Autoren, gebe es ein immer größeres Angebot, das auch eine große Angebotsvielfalt und Verhältnisse des Wettbewerbs suggeriere. In Wirklichkeit seien jedoch immer weniger Anbieter auf dem Markt, die immer mehr Angebote produzierten. Damit steige das Medienangebot nur vordergründig, während hintergründig oftmals das gleiche Interesse der Mutterkonzerne im Raum stünden. Dieses Interesse liege mitunter außerhalb des Medienmarktes – beispielsweise könne, wie am Dixie-Chicks-Beispiel bereits erwähnt, durch subtile zensorische Eingriffe ein regierungsfreundlicher Kurs deutlich gemacht werden, durch den der Mutterkonzern sich bspw. Steuervorteile oder konzerngünstige Senatsentscheidungen verspreche.
Ein anderes Beispiel der Autoren ist die so genannte Sensibilisierung der Bevölkerung für Ungerechtigkeiten in einem bestimmten anderen Land, um die Kriegsbereitschaft der Bevölkerung zu erhöhen und so einem Mutterunternehmen (siehe beispielsweise General Electric), das auch im Waffenmarkt tätig ist, höhere Umsätze zu verschaffen.
Durch die starke Medienkonzentration könnten sich die Nachrichtenkonzerne zudem den Verzicht auf teuren Investigativjournalismus zugunsten günstiger, aber spektakulärer Banalfaktenjagd leisten. Selbst innerhalb der wenigen verbliebenen Mediengroßkonzerne gebe es Verknüpfungen. So säßen beispielsweise einflussreiche Mediendirektoren im Aufsichtsrat verschiedener Unternehmen oder es bestünden Eigentümer-Schnittstellen zwischen verschiedenen börsennotierten Unternehmen. Steve Jobs beispielsweise sei Mitgründer und CEO von Apple und gleichzeitig (seit der Übernahme von Pixar durch Disney) größter Einzelaktionär von Disney gewesen.

### Die Einnahmequellen der Medien
Gemeinhin wird angenommen, dass die Medienunternehmen ihr Produkt gestalten, um dieses dann als Ware an die Konsumenten zu verkaufen – dies gelte jedoch nur für Zeitungen, die nicht werbefinanziert seien und bei denen die Produktionskosten komplett durch die Verkaufskosten der Zeitungen gedeckt würden. Bei einer Auflage von 1000 Exemplaren einer Zeitung und Produktionskosten von 1000 Dollar beispielsweise müsse die Zeitung also mindestens einen Dollar kosten, damit der Herausgeber, bei angenommenem Ausverkauf, kostendeckend arbeiten könne.
Als in der historischen Entwicklung die erste Zeitung Inserenten, also Werbetreibende, in ihre Finanzierung mit aufnahm und also Werbeflächen innerhalb der Zeitung verkaufte, habe sich das Schema verändert: Wenn im fiktiven Beispiel die Zeitung 750 Dollar der Produktionskosten durch den Verkauf von Werbung wieder einholen kann, dann könne sie die Zeitung für nur 25 Cent verkaufen und dennoch weiterhin wirtschaftlich arbeiten. Damit seien in der sich entwickelnden Werbewirtschaft diejenigen Zeitungen privilegiert gewesen, die Werbung schalteten: Durch den niedrigeren Verkaufspreis erreichte die Zeitung eine höhere Auflage. Die Autoren nennen diese Entwicklung den Beginn einer Aufwärtsspirale – und gleichermaßen einen Abstieg für Zeitungen, die sich der Werbung verweigerten oder denen sich umgekehrt potenzielle Werbepartner verweigerten, etwa weil die betreffenden Blätter als ungeeignete Vehikel für die eigene Produktwerbung oder deren Leserschaften als unzureichend kaufkräftig erachtet würden. Das Konzept der werbefreien Zeitung sei damit zum Scheitern oder zur Existenz in eng begrenzten Nischen verurteilt gewesen.
Zum Zeitpunkt des Erscheinens des Buches habe es keine Massenmedien mehr gegeben, die völlig auf Werbung verzichten konnten. Bei den Zeitungen würde nur noch eine Papierschutzgebühr erhoben, die Finanzierung liefe vollständig über die enthaltene Werbung. Auch Fernsehsender finanzierten sich mittlerweile zum größten Teil durch Werbeeinnahmen, sogar Pay-TV oder gebührenfinanzierte Sender deckten nur einen Bruchteil ihrer Kosten durch andere Einnahmequellen. Damit habe sich auch die inhaltliche Gestaltung der Medien grundlegend verändert, welche nicht mehr primär unter dem Gesichtspunkt der kritischen Berichterstattung verlaufe, sondern stattdessen vor allem für potenzielle Inserenten eine attraktive Werbeplattform mit der Aufmerksamkeit eines möglichst großen, wichtiger aber, eines möglichst kaufkräftigen Publikums darstellen solle.
Die damalige primäre Finanzierung der Medien durch Werbetreibende („normative Referenzorganisationen“) führe gemäß den Autoren zu Selbstzensur, da in einem solchen Medium nichts mehr publiziert werden könne, das den Interessen der Inserenten widerspreche, ohne Rückgang von Interesse der Inserenten in das Medium und folglich (oft gravierenden) Rückgang von Werbeeinnahmen hinnehmen zu müssen. Ein Fernsehsender würde es beispielsweise nicht riskieren, kritische Berichte über den schädlichen Einfluss von Alkohol zu senden, wenn Brauereien wichtige Werbetreibende für den Sender seien. Kritische Berichterstattung würde durch diesen Filter diskriminiert, weil sie die Kauflaune der Konsumenten gefährde und daher den Interessen der Werbeindustrie bzw. ihrer Klienten zuwiderlaufe.

### Die Quellen der Nachrichten
Massenmedien benötigen nach Auffassung der Autoren einen stetigen Zufluss von Nachrichten, um ihre Funktion zu erfüllen. Dabei kann kaum ein Medium es bewerkstelligen, die Informationen selbst zu sammeln (also an jeder „Nachrichtenbasis“ einen Mitarbeiter zu haben). Daher sind Medien auf Zulieferer angewiesen, die für sie die Nachrichten sammeln und sie dann gebündelt an Redaktionen weiterleiten. In der industrialisierten Medienwelt übernahmen diese Aufgaben verschiedene länderspezifische Nachrichtenagenturen, die auch über die Möglichkeiten verfügten, die Nachrichten aus erster Hand zu bekommen.
Jede politische Instanz und jedes Unternehmen ab einer bestimmten Größe beschäftige eine PR-Agentur, die regelmäßig Pressemeldungen ausgibt oder Pressekonferenzen abhält, oder eine eigene Abteilung für Öffentlichkeitsarbeit betreibt. Gerade Pressekonferenzen als ein Mittel der Öffentlichkeitsarbeit seien für ein Nachrichtenmagazin eine dankbare Quelle: Nachrichten dürften nicht viel kosten und müssen schnell und ständig verfügbar sein. Pressekonferenzen seien der Ort, an dem kostengünstig und schnell Nachrichten generiert werden. Meist würden den teilnehmenden Reportern von der die Pressekonferenz abhaltenden PR-Abteilung schon ein vorgefertigtes Handout mit den Hauptthesen oder sogar Zitaten geliefert, um die redaktionellen Abläufe zu beschleunigen. Die Pressekonferenzen fänden im Interesse des Einladenden so an einem fest definierten Ort und zu einem fest definierten Zeitpunkt statt, damit ein Erscheinen vor Redaktionsschluss einer Sendung oder Ausgabe gewährleistet ist.
Grundsätzlich gelte die Wahrheitsvermutung bei den kolportierten Informationen – die Behauptung einer Institution wird als Wissen verwertet. Damit würden die Medien aber auch zum Sprachrohr von Institutionen. Die Informationen, die von den Institutionen am meisten angepriesen werden, fänden angeblich auch den meisten Widerhall in den Medien. Vermeintliche Experten würden von den PR-Agenturen engagiert, um Nachrichten zu legitimieren und letzte Zweifel an der Richtigkeit der Informationen zu verwerfen. Die Kompetenz dieser „Experten“ werde – so eine Behauptung – dabei nicht in Frage gestellt und überprüft, die scheinbare Information würde somit aus der Sicht der Zuschauer hypothetisch und subjektiv bleiben.
Neben den PR-Agenturen seien auch Nachrichtenagenturen zentrale Zulieferer für die Massenmedien. Nachrichtenagenturen fungierten aber auch als sogenannte Gatekeeper. Sie stuften Nachrichten als relevant und damit mitteilungswürdig ein, so dass sie bearbeitet und weitergeleitet werden oder durch Korrespondenten und Reporter vor Ort recherchiert werden müssen. Dabei sollen die Agenturen möglichst objektiv und ohne politische oder ökonomische Färbung vorgehen. Doch auch die Nachrichtenagenturen seien davon abhängig, dass größere Firmen, inländische Regierungsbehörden, ausländische Regierungen oder Informanten mit ihnen zusammenarbeiteten oder zumindest ihre Arbeit nicht behinderten. Daher komme es auch hier zu einer Informationsfilterung, die im Wesentlichen nach den Interessen der Quellengeber und den Verwertungsansprüchen der Medien im Rahmen eines Nachrichtenmarktes eingefärbt sei.

### „Flak“
Flak bezeichnet negative Einflussnahme aus der Öffentlichkeit. Die Medien sind sehr stark von positiver Resonanz abhängig, auch von der Resonanz in anderen Medien. Würden bestimmte Nachrichten, Haltungen oder Programme von offiziellen Stellen (z. B. Regierungsinstitutionen) kritisiert oder in anderen Medien negativ besprochen, könne das für die kritisierten Medienunternehmen kostspielige Konsequenzen wie etwa Verleumdungsklagen nach sich ziehen und möglichen Reputationsverlust bedeuten. Neben den möglichen negativen Auswirkungen auf den Informationszulauf (wird z. B. eine Sendung wiederholt als „zu linkslastig“ gebrandmarkt, wird es schwer sein, einen liberal oder konservativ orientierten Politiker zu einem Statement in der Sendung zu bewegen) könnten negative Rückmeldungen zu Programmen auch Probleme mit den Werbetreibenden erzeugen. Diese sähen sich gezwungen, Flak durch einen gekränkten Kundenkreis zu verhindern – sie setzen Medienunternehmen unter Druck, möglichst massentaugliche Programme zu produzieren.
Anders als die ersten drei Filter sei Flak kein primär ökonomischer Filter. Vielmehr stünden bei diesem Filter unmittelbarere Machtinteressen im Vordergrund: Politik und Großkonzerne wollten durch Flak Eingriff in die Mediengestaltung bekommen, um den Konsens in der Bevölkerung zu beeinflussen. In der Entwicklung gezielter Medienkritik würden dafür mit der Unterstützung von Wirtschaftsunternehmen und PR-Agenturen Institutionen geschaffen, welche in den Medien vertretene Haltungen systematisch mit negativen Rückmeldungen beantworteten, also gezielt Flak produzierten, um ein den Interessen der unterstützenden Wirtschaftsunternehmen entsprechendes Ziel zu erreichen.

### Antikommunismus oder „Antiideologie“
Sogenannte „Antiideologien“ existieren nach Ansicht der Autoren meist auf der Konstruktion binärer und polarer Gegensatzpaare. Für Chomsky und Herman, die ihre Theorie vor dem Hintergrund des Kalten Krieges entwickelten, war dieses Gegensatzpaar der Kommunismus als Antithese zur amerikanischen Lebensweise. Eine solche Antiideologie habe Auswirkung auf die moralische Bewertung (und damit auch die kritische Berichterstattung) von Militäraktionen oder auch auf die Glaubwürdigkeit und Legitimität von Experten in den Medien und im gesellschaftlichen Konsens.
Aus solchen ideologischen Gründen hätten etwa US-amerikanische Medien Gräueltaten rechtsgerichteter Paramilitärs an kommunistisch orientierten Zivilisten verschwiegen oder heruntergespielt. Ein Beispiel sei die völkerrechtswidrige Annexion Osttimors durch Indonesien zu einer Zeit, als die USA im Vietnamkrieg Indonesien als Verbündeten benötigten. In Manufacturing Consent werden die von den indonesischen Streitkräften verübten Massaker als „größter Genozid seit dem Holocaust“ beschrieben. In den US-Medien wurde nur wenig über die Invasion Osttimors berichtet. Hingegen erfuhr ein in Relation vergleichbarer Fall zur selben Zeit, der Völkermord in Kambodscha, von den Medien sehr viel Aufmerksamkeit. Die fehlende mediale Präsenz hätte gemäß Chomsky verhindert, dass die UN in Osttimor aktiv wurde. Die UN verurteilte zwar die Invasion Indonesiens und verhängte Embargos gegen den südostasiatischen Staat, sie schickte aber (vorerst) keine Friedenstruppen (Blauhelme) nach Osttimor, um den Genozid zu verhindern.
In den USA der späten Achtziger sei der Antikommunismus in Bevölkerung und Medien als Ideologie so vollständig internalisiert gewesen, dass Chomsky und Herman vom „Anticommunism“ als „dominanter Religion“ sprechen. Dabei hätten Journalisten unter dem permanenten Druck gestanden, keinerlei Zweifel an ihrer antikommunistischen Haltung zuzulassen. Die Ideologie hätte der Bevölkerung geholfen, einen „Feind des Vaterlandes“ klar zu definieren, was der Politik erleichtert hätte, die Bevölkerung gegen diesen Feind zu mobilisieren. Durch die unscharfe Beschreibung des Feindes als „Kommunist(en)“ hätte die Ideologie aber dazu benutzt werden können, sämtliche politischen Bewegungen als „feindlich“ zu stigmatisieren, die Eigentumsinteressen infrage stellten oder auch nur den Dialog mit kommunistischen Staaten und Radikalen förderten. Zudem führte die Internalisierung der Ideologie zu einer asymmetrischen Betrachtungsweise von Radikalität: Während ein möglicher Sieg des Kommunismus als größtes anzunehmendes Übel angesehen wurde, galt die inländische Unterstützung von neofaschistischen Gruppierungen als geringeres Problem.
Heute, nach dem Ende des Kalten Krieges, nach dem Mauerfall, dem Fall des Eisernen Vorhangs und schließlich den Anschlägen vom 11. September 2001, hat sich der Terrorismus als neuer Antipode zum amerikanischen Lebensstil etabliert. Von der Schieflage der moralischen Betrachtung kann sich auch diese neue Antiideologie nicht freimachen: Wer sich gegen die amerikanische Außen- und Kriegspolitik ausspricht, wird im besten Fall als „Weichling“ (“soft on terrorism”) oder gleich als potenziell „terroristisch“ gebrandmarkt und vom öffentlichen Diskurs ausgeschlossen. Unter dem Motto des „Kriegs gegen den Terror“ ließen sich in den US-Medien gefährliche Kampfeinsätze von US-Truppen legitimieren, etwa in Afghanistan und vor dem Irakkrieg.

## Anwendungsbeispiele Kambodscha und Osttimor
Chomsky und Herman wandten das Propagandamodell exemplarisch auf die unterschiedliche Berichterstattung über Menschenrechtsverletzungen in Kambodscha (unter Herrschaft der Roten Khmer) und in Osttimor an. Die Ereignisse fanden in beiden Ländern Ende der 1970er Jahre statt und wurden nachträglich als Völkermord bewertet.
In Kambodscha waren die kommunistischen Roten Khmer an der Macht und unterdrückten die politischen Gegner mit äußerster Härte. Es starben etwa 1,7 Millionen Menschen durch die spätere Herrschaft der Roten Khmer, nachdem rund 50.000 bis 300.000 Menschen direkt an den US-Luftangriffen während des Vietnamkriegs ums Leben gekommen waren.
Indonesien, dessen militärdiktatorisches Regime den USA gegenüber freundlich gesinnt war, besetzte die ehemalige portugiesische Kolonie Osttimor mit der Begründung, die Machtübernahme der erstarkenden FRETILIN-Partei zu verhindern, die nach Angaben Indonesiens kommunistisch orientiert war. Neun Tage nachdem die FRETILIN die Unabhängigkeit Osttimors ausgerufen hatte, marschierte Indonesien in Osttimor ein. Invasion und Besatzung kosteten nach Untersuchungen der Empfangs-, Wahrheits- und Versöhnungskommission von Osttimor 183.000 Menschen das Leben, fast einem Drittel der ursprünglich 600.000 Einwohner Osttimors.
Chomsky und Herman sammelten und zählten mithilfe der Organisation Fairness and Accuracy in Reporting (FAIR) die Berichte der New York Times über den Genozid in Kambodscha und verglichen diese Berichterstattung mit derjenigen über Osttimor. Über die Ereignisse in Kambodscha „nach dem Vietnamkrieg“ druckte die New York Times insgesamt 1175 Zoll (29,84 m) Zeitungs-Spaltenlänge, über jene in Osttimor nur 70 Zoll (1,78 m).
Als Grund der unterschiedlichen Darstellung ähnlicher Verbrechen postulierten die Autoren, dass Indonesien ein wichtiger politischer und wirtschaftlicher Verbündeter der USA in Südostasien war, während Kambodscha als kommunistischer Staat als politischer Gegner der USA eingestuft wurde. Über die schweren Menschenrechtsverletzungen durch das indonesische Militär in Osttimor – wie die Ereignisse in Kambodscha als Völkermord zu bewerten – wurde kaum berichtet, diejenigen der Roten Khmer stark betont.

## Rezeption und Wirkungsgeschichte
Das Propagandamodell wurde seit seiner ersten Darstellung von einer Vielzahl von Soziologen und Kommunikationswissenschaftlern in vielen weiteren Ländern verwendet und gilt diesen Forschern als valides, empirisch vielfach bestätigtes Modell zur Untersuchung der Funktionsweise von Massenmedien in kapitalistischen Gesellschaften.
Die Propagandafunktion der Massenmedien konnte unter anderem in Großbritannien, Deutschland, Lateinamerika und Spanien bestätigt werden.
Die Thematik der ersten Publikation Chomskys und Hermans wurde in Chomskys Werk Media Control (1991) vertieft.